# 李南圭
李 南圭（イ・ナムギュ、朝鮮語: 이남규、1901年2月29日 - 1976年8月30日）は、日本統治時代の朝鮮および大韓民国の教員、牧師、政治家。南朝鮮過渡立法議院議員、制憲国会議員、第5代国会参議員、初代全羅南道知事を歴任した。本貫は全州李氏。

## 経歴
全羅南道木浦または務安出身。漢文修学後、光州市立崇一学校普通科卒、ソウル市立中東学校中等科修了、平壌神学校卒。教員を経て1925年にキリスト教の伝道師に、1937年に長老会の牧師となり、解放後は南朝鮮過渡政府立法議院民選議員および大韓独立促成国民会所属の制憲国会議員を務めた。大韓民国政府樹立直後の1948年10月18日に全羅南道知事に任命されたが、すぐに翌日に発生した麗水・順天事件の処理に追われ、その後は不正腐敗の一掃と地域懸案の解決に力を入れた。知事辞任後の1950年の第2代総選挙で落選したため、政界をしばらく離れ牧師に復帰し、1959年に韓国キリスト教連合会会長に選出された。4・19革命後の1960年の第5代総選挙では民主党所属の参議員に当選し、参議院内務分科委員長を務めた。しかし、翌年に発生した5・16軍事クーデターにより議員職が剥奪されたため、政界を離れ教育者となり、木浦の永興中高等学校の校長を務めた。なお、制憲国会議員の当選からまもなく全羅南道知事に指名されたため、辞任した後の補欠選挙では姜善明が当選した。

## 活動
参議員内務分科委員長時代においては警察組織の中立性の保障、そして警察組織を政権が独占して所有するようではいけないと主張した。